# Edmond Rostand

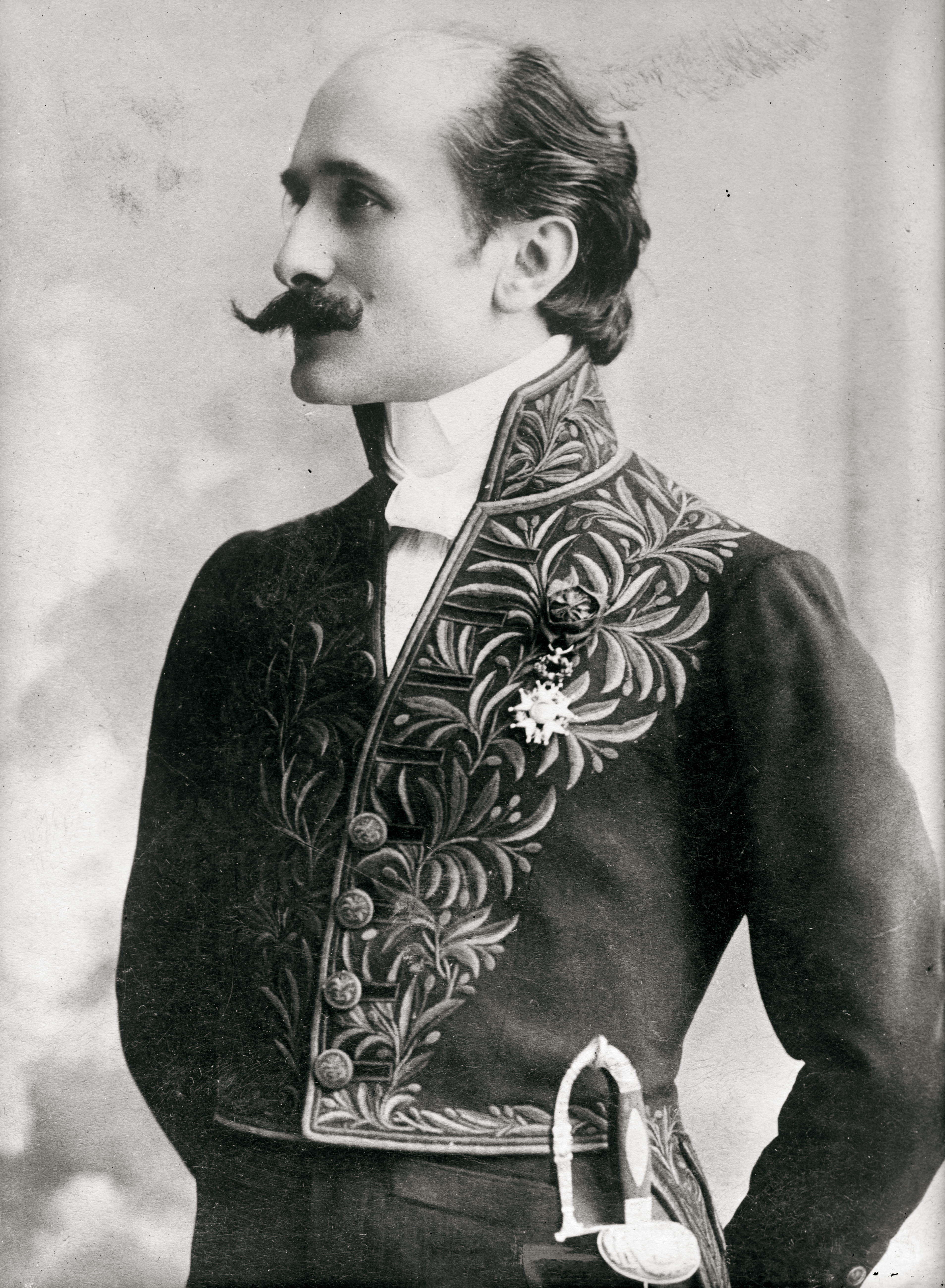
Edmond Rostand in het kostuum van lid van de Académie française
(1903), Léopold Reutlinger, Library of Congress

Edmond Eugène Alexis Rostand  (Marseille, 1 april 1868 – Parijs, 2 december 1918)  was een Frans schrijver, vooral bekend als auteur van het toneelstuk Cyrano de Bergerac. In zijn werk zette Rostand zich af tegen het naturalisme en symbolisme in het toenmalige toneel. Na toneelstukken Les Romanesques (met een fantastische inspiratie) en La Samaritaine (met religieuze inspiratie) volgden zijn grootste successen Cyrano de Bergerac en L'Aiglon. Dit laatste stuk over de hertog van Reichstadt schreef hij voor Sarah Bernhardt. Zijn werk Chantecler, waar zijn woordspelingen hun hoogtepunt bereiken, werd slecht onthaald bij het publiek. Zijn gezondheid ging achteruit en hij stierf in 1918 aan de Spaanse griep.
In 1901 werd Rostand verkozen tot lid van de Académie française alhoewel hij pas in 1903 zijn acceptatierede hield.

## Privé-leven
Rostand was gehuwd met Rosemonde Gérard, van wie hij later scheidde. Een van zijn kinderen, Jean Rostand, werd een bekend bioloog. Op doktersadvies verbleef Rostand in de winter van 1900 met zijn gezin in het Frans-Baskische kuuroord Cambo-les-Bains. Hij besloot hier een huis te bouwen, de Villa Arnaga. Hier ontving hij zijn gasten, zoals Sarah Bernhardt, Anna de Noailles of Coquelin Aîné. De villa is nu een museum.